# Ањолово
Ањолово (пољ. Aniołowo) је село у Пољској које се налази у војводству Варминско-Мазуријском у повјату Елбласком у општини Паслек.
Од 1975. до 1998. године ово насеље се налазило у Елбласком војводству.